# Zamenis hohenackeri
Zamenis hohenackeri là một loài rắn trong họ Rắn nước. Loài này được Strauch mô tả khoa học đầu tiên năm 1873.